# British Rail Class 68
La British Rail Class 68 est un type de locomotive diesel-électrique à trafic mixte de grande ligne fabriquée par Stadler Rail (et auparavant par Vossloh España) pour Direct Rail Services au Royaume-Uni. Le design est dérivé du Stadler Eurolight, et le nom de produit Stadler pour cette variante est UKLight.
La livraison du deuxième lot de Class 68 — également pour Direct Rail Services, et le premier à être construit par Stadler — a été achevée en avril 2016. La livraison du troisième lot de Class 68 s'est achevée en juillet 2017.

## Contexte
Le 5 janvier 2012, Direct Rail Services (DRS) annonce avoir passé une commande de 15 locomotives Vossloh Eurolight pour les services intermodaux et passagers. Les locomotives produites par Vossloh España vont à une vitesse de 200 km/h et fonctionnent avec un moteur C175-16 à 16 cylindres d'une puissance de 2 800 kW produit par Caterpillar. La livraison est alors prévue pour fin 2013 pour être loués à Beacon Rail. La valeur du contrat est estimée à 45 millions de livres. En septembre 2014, dix locomotives supplémentaires sont commandées. En outre, le 28 juillet 2015, Vossloh España nnonce une commande de sept autres locomotives à DRS.
Les locomotives sont désignées Class 68 par le Total Operations Processing System (en). Le nom de produit donné par Stadler pour la conception est UKLight.
La Class 68 est conforme à la phase III A des normes européennes d'émissions mais pas à la phase III B.

## Livraison
La première locomotive, 68001, a passé plusieurs mois à être testée au centre d'essai de Velim en République tchèque avant d'être expédiée au Royaume-Uni. La deuxième locomotive de la catégorie, 68002, a été la première à arriver au Royaume-Uni en janvier 2014,,,.

## Services actuels

### Services ferroviaires directs
La Class 68 est une locomotive à trafic mixte destinée à être utilisée sur les trains de voyageurs et de marchandises. DRS indique que les locomotives seront probablement utilisées sur le trafic de conteneurs et sur les trains Network Rail pour lesquels il est sous contrat. Ils sont maintenant couramment utilisés sur les trains transportant des matériaux radioactifs.
Les premiers trains de voyageurs transportés par des Class 68 étaient des services spéciaux DRS pour la Ryder Cup 2014 à la station Gleneagles.

### Chemins de fer Chiltern
Chiltern Railways a sous-loué six DRS Class 68 (68010 à 68015), depuis décembre 2014, qui ont remplacé les Class 67 sur ses services Chiltern Main Line entre London Marylebone et Birmingham Snow Hill. Ceux-ci sont peints dans la livrée argentée de Chiltern Mainline et sont équipés de l'équipement push-pull de l'Association of American Railroads (AAR) pour leur permettre de fonctionner avec les voitures Mark 3. Deux locomotives livrées par DRS (68008 et 68009) sont également équipées d'un équipement push-pull de AAR.

### TransPennine Express
TransPennine Express (TPE) a initialement sous-loué quatorze locomotives de Class 68 (68019 à 68032) auprès de DRS, pour une utilisation initiale sur le trajet Liverpool Lime Street à Scarborough. Une fois que de nouveaux ensembles seront livrés et que le personnel aura été formé, ils relieront également les gares de Redcar Central et de Manchester-Aéroport. Ils sont équipés de cinq voitures Mark 5A et d'une voiture pilote à l'extrémité opposée. Les locomotives en vinyle TPE ne comportent pas d'extrémités avant jaunes, à la suite d'une modification de la réglementation. En avril 2020, les 68033 et 68034 ont été ajoutés au pool TPE, afin de renforcer la résilience de la sous-flotte.
En novembre 2017, 68 021 Tireless est déplacé de Crewe Gresty Lane TMD vers le port de Southampton et finalement transporté sur la piste d'essai de Velim en République tchèque pour être testé avec les nouvelles voitures Mark 5A. Les tests comprennent des tests de force de freinage et de verrouillage des portes avant que la locomotive ne soit renvoyée en Grande-Bretagne en juillet 2018.

## Anciens services

### Abellio ScotRail
Abellio ScotRail a sous-loué deux Class 68, pour transporter des ensembles de six voitures Mark 2, pour une utilisation aux heures de pointe sur la Fife Circle Line. C'étaient la 68006 et 68007, qui portaient la livrée Saltire. Ces services ont commencé le premier jour de l'exploitation d'Abellio Scotrail, le 1er avril 2015, le dernier service fonctionnant le 29 mai 2020, les dérogations PRM-TSI pour les voitures Mark 2 non conformes ayant pris fin le 31 mai cette même année.

## Flotte
34 locomotives de classe 68 ont été livrées.

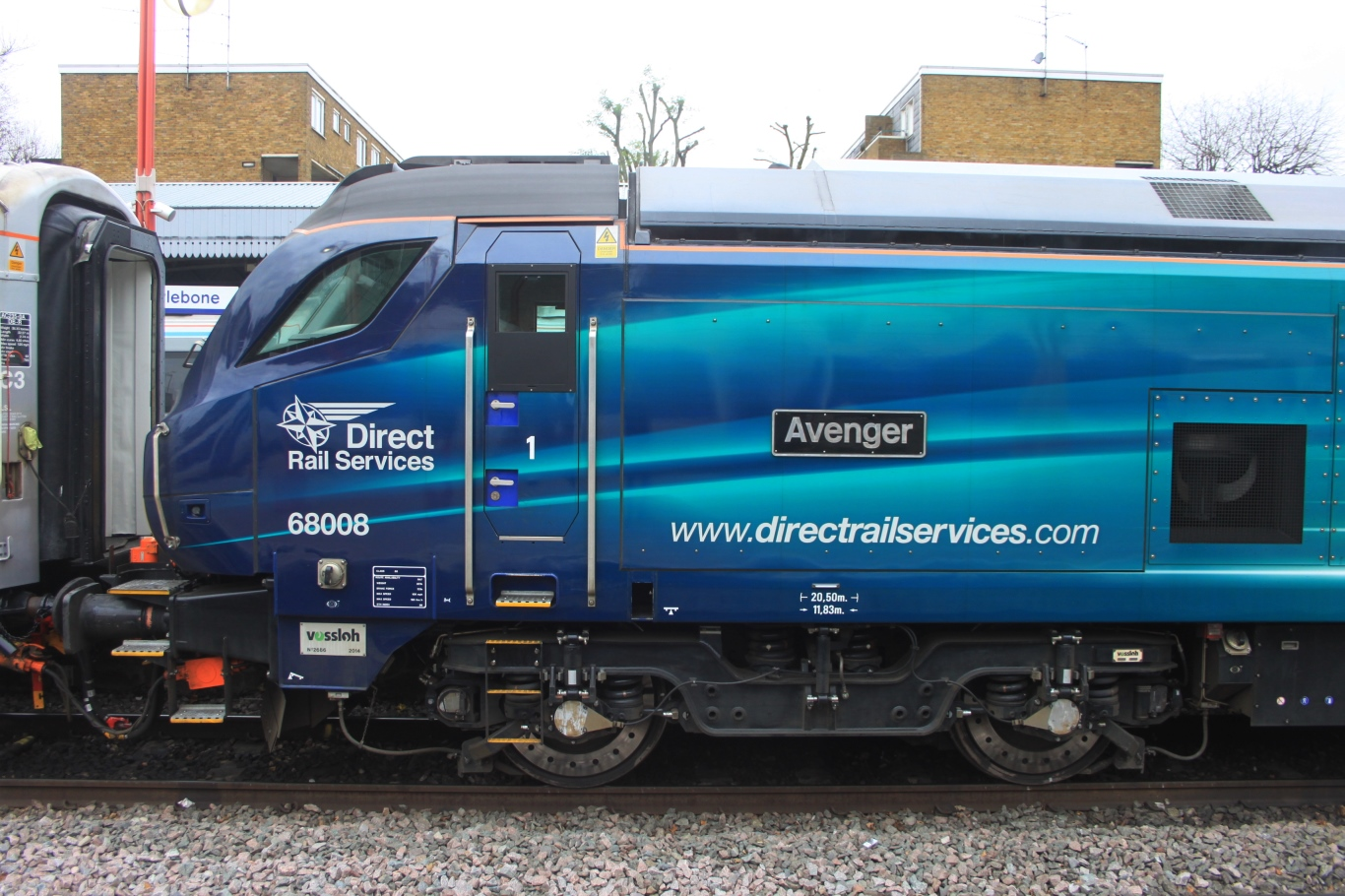
68008 Vengeur

Avant la livraison, chacune des neuf premières locomotives a été nommée. Toutes les autres locomotives de la Class 68 (sauf 68011–68015) ont également été nommées ; les locomotives 68033 et 68034 n'ont pas encore été nommées au 30 avril 2020.
La 68010 a été nommé Oxford Flyer le 12 décembre 2016, pour célébrer les nouveaux services Londres-Oxford de Chiltern Railways. La 68028 a été nommé Lord President en août 2018, sans cérémonie, au Crewe Gresty Bridge Depot.
| Nombre | Nom                 | Opérateur                     |
| ------ | ------------------- | ----------------------------- |
| 68001  | Évolution           | Services ferroviaires directs |
| 68002  | Intrépide           | Services ferroviaires directs |
| 68003  | Astucieux           | Services ferroviaires directs |
| 68004  | Rapide              | Services ferroviaires directs |
| 68005  | De défi             | Services ferroviaires directs |
| 68006  | Audacieux           | Services ferroviaires directs |
| 68007  | Vaillant            | Services ferroviaires directs |
| 68008  | Vengeur             | Services ferroviaires directs |
| 68009  | Titan               | Services ferroviaires directs |
| 68010  | Circulaire d'Oxford | Chemins de fer Chiltern       |
| 68011  |                     | Chemins de fer Chiltern       |
| 68012  |                     | Chemins de fer Chiltern       |
| 68013  |                     | Chemins de fer Chiltern       |
| 68014  |                     | Chemins de fer Chiltern       |
| 68015  |                     | Chemins de fer Chiltern       |
| 68016  | Sans peur           | Services ferroviaires directs |
| 68017  | Frelon              | Services ferroviaires directs |
| 68018  | Vigilant            | Services ferroviaires directs |
| 68019  | Brutus              | TransPennine Express          |
| 68020  | Dépendance          | TransPennine Express          |
| 68021  | Infatigable         | TransPennine Express          |
| 68022  | Résolution          | TransPennine Express          |
| 68023  | Achille             | TransPennine Express          |
| 68024  | Centaure            | TransPennine Express          |
| 68025  | Superbe             | TransPennine Express          |
| 68026  | Entreprise          | TransPennine Express          |
| 68027  | Splendide           | TransPennine Express          |
| 68028  | Lord Président      | TransPennine Express          |
| 68029  | Courageux           | TransPennine Express          |
| 68030  | Douglas noir        | TransPennine Express          |
| 68031  | Félix               | TransPennine Express          |
| 68032  | Destructeur         | TransPennine Express          |
| 68033  |                     | TransPennine Express          |
| 68034  |                     | TransPennine Express          |

## Détails de la flotte
| Classe    | Opérateur                     | Sous-loué à                   | Nombre d'unités produites | Année de construction | Loco nos.                          |
| --------- | ----------------------------- | ----------------------------- | ------------------------- | --------------------- | ---------------------------------- |
| Classe 68 | Services ferroviaires directs | Services ferroviaires directs | 14                        | 2013-2017             | 68001–009, 68016–018, 68033, 68034 |
| Classe 68 | Services ferroviaires directs | Chemins de fer Chiltern       | 6                         | 2013-2017             | 68010–015                          |
| Classe 68 | Services ferroviaires directs | TransPennine Express          | 14                        | 2013-2017             | 68019–032                          |

## Incidents
La 68015 a subi un léger incendie, près de High Wycombe, le 23 octobre 2015[réf. souhaitée].
La 68011 a subi un incendie mineur, près de Saunderton, le 8 janvier 2016.

## Livrées

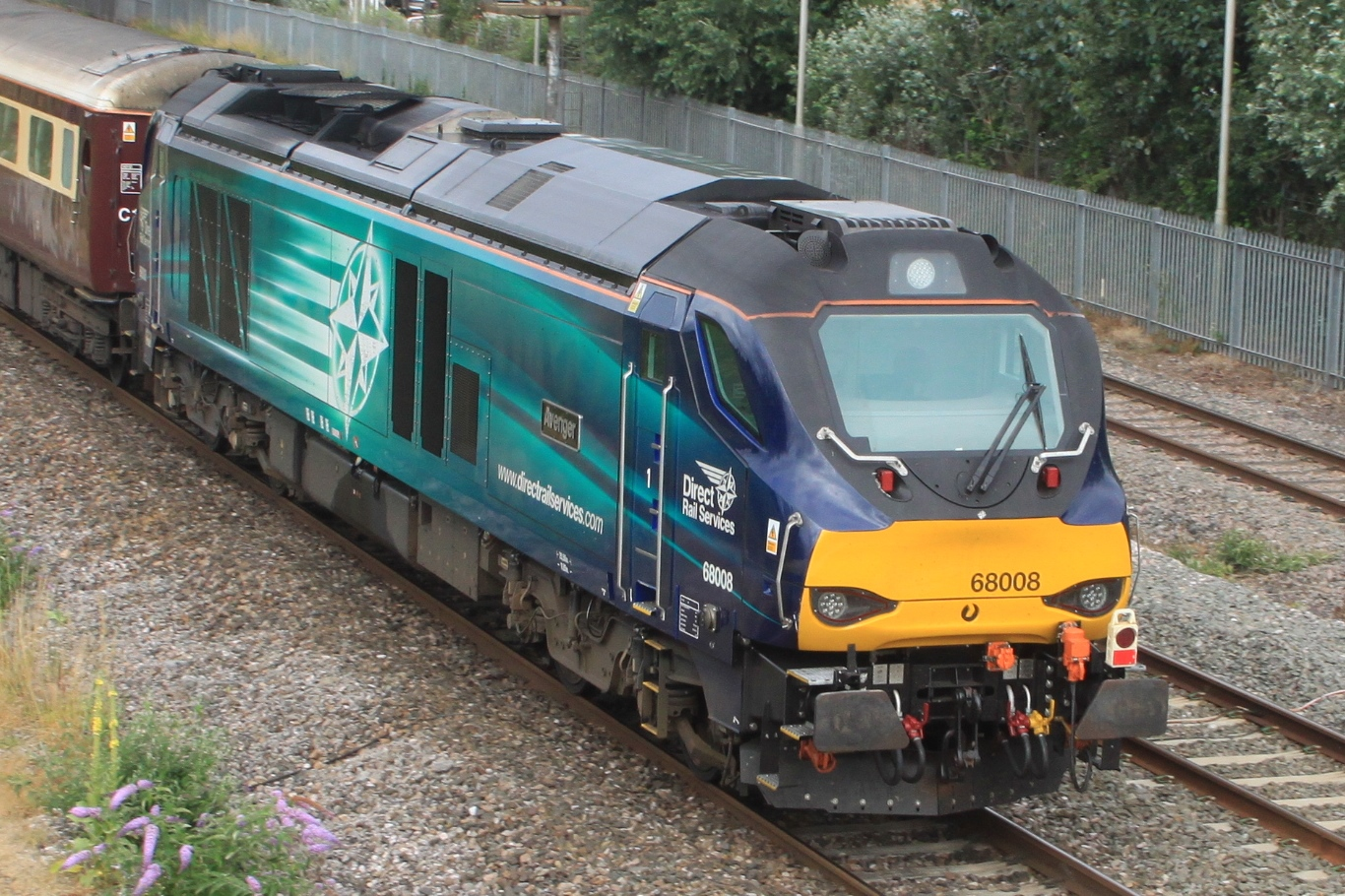
Services ferroviaires directs (68008)
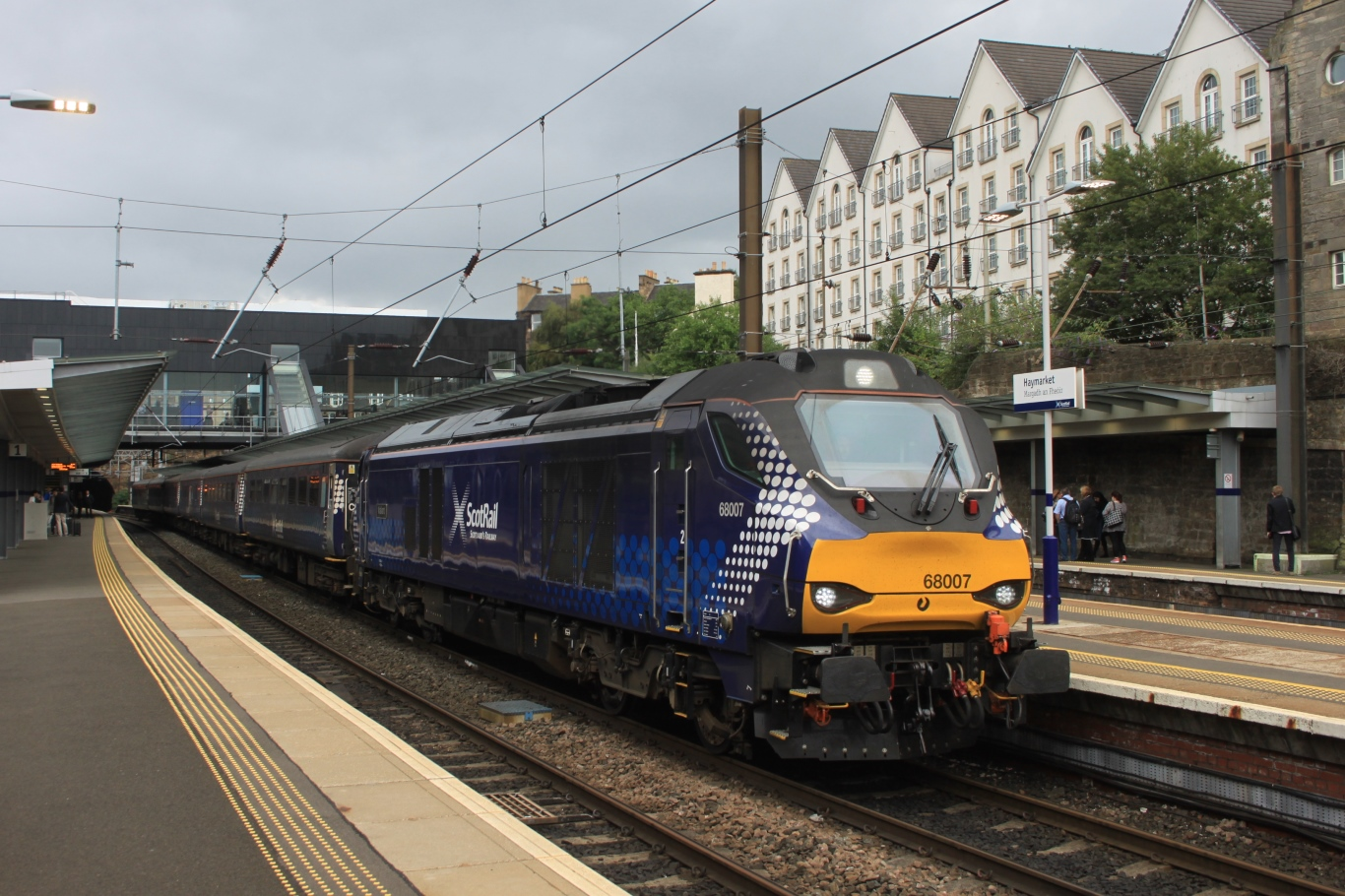
Abellio ScotRail (68007)
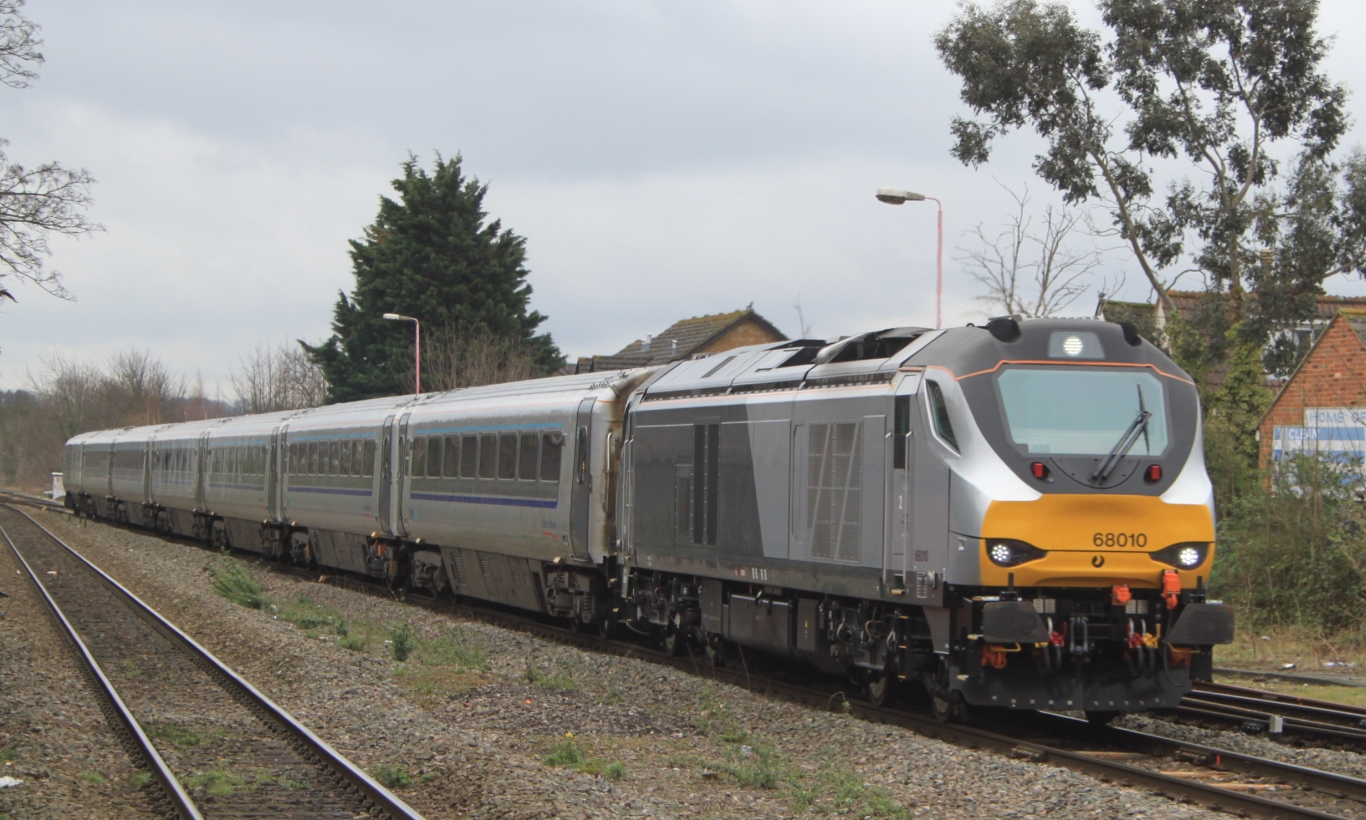
Chemins de fer de Chiltern (68010)
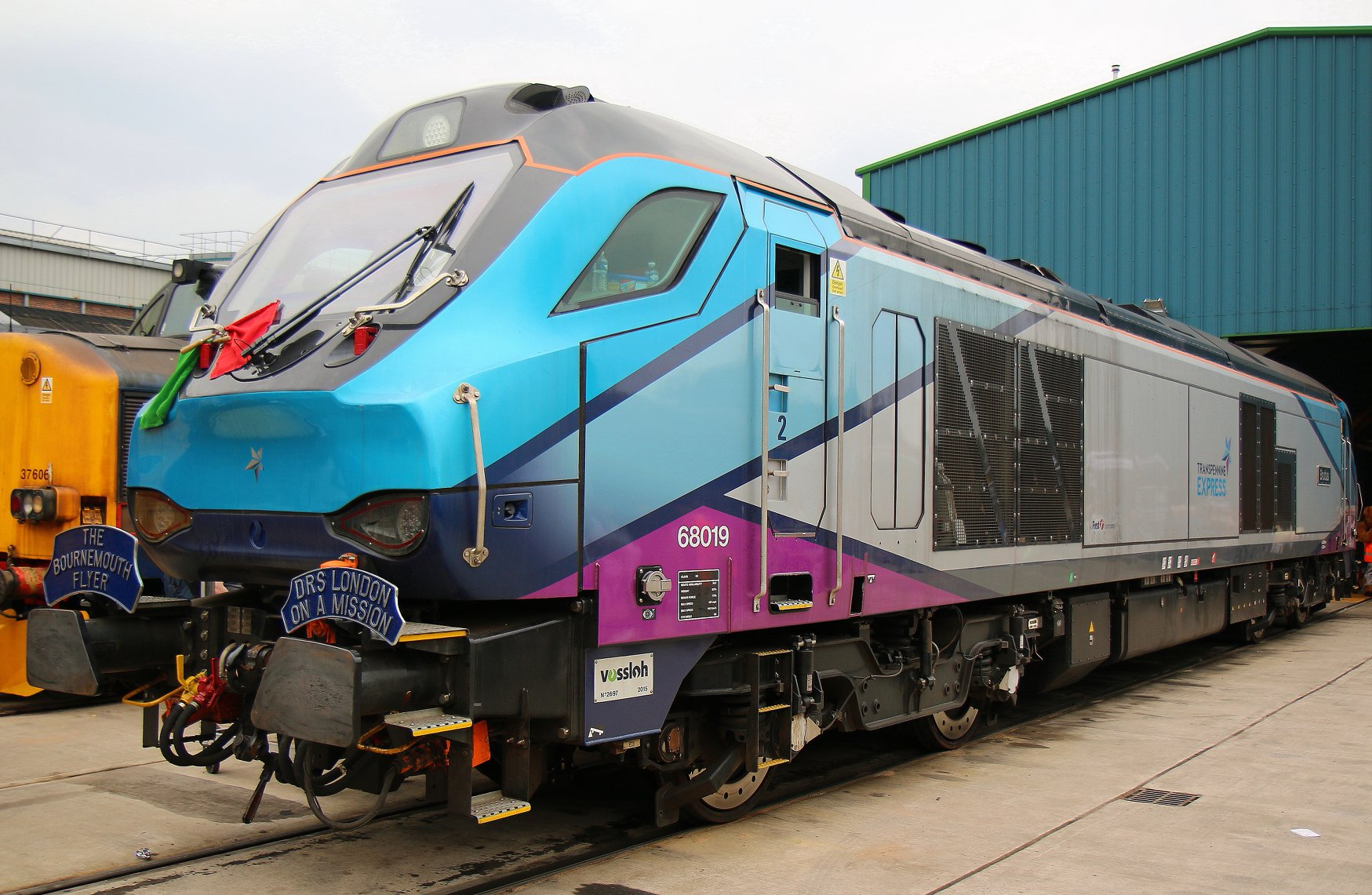
TransPennine Express (68019)